# Apócrifos do Novo Testamento
Os Apócrifos do Novo Testamento, também conhecidos como "evangelhos apócrifos", são uma coletânea de textos, alguns dos quais anônimos, escritos nos primeiros séculos do cristianismo, vetados no Primeiro Concílio de Niceia, não reconhecidos pelo cristianismo ortodoxo e que, por isso, não foram incluídos no Cânone do Novo Testamento. Não existe um consenso entre todos os ramos da fé cristã sobre o que deveria ser considerado canônico e o que deveria ser apócrifo.

## Definição
O termo "apócrifos" vem do grego ἀπόκρυφα e significa, justamente, "coisas escondidas". O termo é geralmente aplicado para designar livros que já foram considerados pela igreja como úteis, mas não divinamente inspirados. Assim sendo, referir-se a escritos gnósticos como "apócrifos" pode ser enganador, pois muitos deles não são assim classificados por fiéis mais ortodoxos do ponto de vista doutrinário. A partir do Concílio de Trento, a palavra "apócrifo" adquiriu conotação eminentemente negativa e se tornou sinônima de "espúrio" ou "falso" (vide Cânone de Trento).
O fato de algumas obras serem categorizadas como Apócrifas do Novo Testamento é algo indicativo da ampla gama de interpretações que a mensagem de Jesus provocou. Durante os primeiros séculos da transmissão desta mensagem, um considerável debate se criou para preservar sua autenticidade. Três métodos principais de endereçar esta questão sobreviveram até os nossos dias: ordenação, onde grupos autorizam indivíduos como professores confiáveis da mensagem; credos, onde os grupos definem as fronteiras de interpretação da mensagem; e os cânones bíblicos, que listam os documentos primários que cada grupo acredita conterem a mensagem originalmente ensinada por Jesus. Muitos livros antigos sobre Jesus não foram incluídos nos cânones e hoje em dia são chamados de "apócrifos". Alguns deles foram vigorosamente condenados e suprimidos, sobrevivendo hoje apenas em fragmentos. As mais antigas listas de obras autênticas do Novo Testamento não são idênticas às listas modernas. Como exemplo, o Apocalipse foi durante muito tempo considerado como não-autêntico (veja Antilegomena), enquanto que o Pastor de Hermas era considerado genuíno por alguns cristãos (e ainda é em alguns ramos da fé cristã), e aparece no Codex Sinaiticus.
Da mesma forma que o Antigo Testamento, a maioria dos livros do Novo Testamento foram aceitos pela igreja logo de início, sem objeções: os chamados homologoumena. Isso porque os pais da igreja foram unânimes a favor de sua canonicidade. Os homologoumena aparecem em praticamente todas as principais tradições e cânones da igreja primitiva: eles formam 20 dos 27 livros que entraram no Canon do Novo Testamento.

## Antilegomena
As obras que se apresentam como "autênticas", mas que não obtiveram aceitação geral de todas as igrejas são chamadas de "Apócrifos do Novo Testamento". Elas não são aceitas como canônicas pela maior parte das denominações principais do cristianismo. Como exemplo, atualmente apenas a Igreja Ortodoxa da Etiópia reconhece o Pastor de Hermas, I Clemente, Atos de Paulo e diversos Apócrifos do Antigo Testamento, textos que as demais denominações cristãs consideram como apócrifos.
A Peshitta siríaca, utilizada por todas as várias igrejas siríacas, originalmente não incluía 2 Pedro, 2 João, 3 João, Judas e Apocalipse (e este cânone de 22 livros é o que foi citado por São João Crisóstomo [347-407 d.C.] e Teodoreto [393-466 d.C.] da Escola de Antioquia). O siríacos ocidentais adicionaram os cinco livros faltantes ao seu Novo Testamento na era moderna (como a Lee Peshitta de 1823). Atualmente, os lecionários oficiais seguidos pela Igreja Síria Ortodoxa de Malankara e a Igreja Síria Caldéia, também conhecida como Igreja do Oriente (Nestoriana), apresentam ainda apenas lições sobre os 22 livros da Peshitta original.
A Igreja Apostólica Armênia por vezes já incluiu a Terceira Epístola aos Coríntios, mas não a lista sempre com os outros 27 livros canônicos do Novo Testamento. Esta igreja não aceitava o Apocalipse em sua bíblia até 1200 d.C. O Novo Testamento da Bíblia copta, adotado pela Igreja do Egito, inclui as duas Epístolas de Clemente.

## História
A separação atual foi imposta pelo Concílio de Trento, convocado pelo Papa Paulo III, representante máximo da Igreja Católica, realizado de 1545 a 1563. Mas bem antes disso, os pais da igreja, já no século II, combateram esses textos nos seus escritos. Eusébio, por exemplo, os denomina como "totalmente absurdos e ímpios". Desde o início do Cristianismo parece ter havido fraudes. O apóstolo Paulo, por exemplo, começou a assinar suas cartas por causa de textos falsos que circulavam na igreja já no século I (II Tes 3:17 e 2:2).

## Evangelhos

### Evangelhos canônicos
Dos muitos evangelhos escritos na antiguidade, apenas quatro foram aceitos como parte do Novo Testamento, ou seja, como canônicos.
- Evangelho segundo Mateus
- Evangelho segundo Marcos
- Evangelho segundo Lucas
- Evangelho segundo João

### Evangelhos da Infância
A escassez de informações sobre a infância de Jesus nos evangelhos canônicos provocaram uma grande demanda entre os primeiros cristãos por mais detalhes sobre os primeiros anos da vida Dele. Esta demanda foi logo suprida por diversos textos do século II d.C. e seguintes, conhecidos como "Evangelhos da Infância", nenhum dos quais foi aceito no cânon bíblico, embora o grande número de exemplares sobreviventes ateste a sua contínua popularidade.
A maior parte deles foi baseada no mais antigo dos evangelhos da infância, o Evangelho da Infância de Tiago (também chamado de "Proto-Evangelho de Tiago"), no Evangelho da Infância de Tomé e na combinação posterior de ambos no Evangelho de Pseudo-Mateus (também chamado de "Evangelho da Infância de Mateus" ou "Nascimento de Maria e Infância do Salvador").
Outros evangelhos da infância entre os mais antigos são:
1. O Evangelho da Infância Siríaco (ou Evangelho Árabe da Infância)
2. A História de José, o carpinteiro
3. A Vida de João Batista
4. O Evangelho Armênio da Infância de Jesus

### Evangelhos Judaico-cristãos
Seitas judaico-cristãs durante o cristianismo primitivo ainda mantinham uma forte relação com o Judaísmo, mantendo a Lei mosaica e utilizavam evangelhos específicos:
1. Evangelho dos Hebreus
2. Evangelho dos Nazarenos
3. Evangelho dos Ebionitas (século II) é uma tentativa gnóstico-cristã de perpetuar as práticas do Antigo Testamento.

### Versões rivais dos evangelhos canônicos
Muitas versões alternativas e editadas de outros evangelhos existiram durante os primeiros anos do Cristianismo. Na maior parte das vezes, o texto afirma ser a versão mais antiga ou a versão que retirou todas as adições e distorções feitas por oponentes às versões mais reconhecidas do texto. Os padres da igreja insistiram que essas eram as pessoas que estavam a fazer distorções, ainda que nem todos os estudiosos modernos concordem. Ainda é tema de debate se existe ou não alguma versão mais antiga ou mais acurada dos evangelhos canônicos. Detalhes de seus conteúdos só sobreviveram na forma dos ataques feitos a eles por seus opositores e, por isso, é incerto quão diferentes eles são entre si e mesmo se constituem obras inteiramente diferentes ou não. Entre os textos dessa natureza estão:
1. Evangelho de Marcião
2. Evangelho de Mani, também chamado de Evangelho Vivo ou Evangelho dos Vivos
3. Evangelho de Apeles
4. Evangelho de Bardesanes

### Evangelhos de ditos
Alguns evangelhos tomaram a forma de pequenas logia — ditos e parábolas de Jesus — que não estão inseridos numa narrativa concatenada:
- Evangelho de Tomé (século I) é uma visão gnóstica dos supostos milagres da infância de Jesus.

Uma minoria dos estudiosos considera o Evangelho de Tomé como parte de uma tradição da qual os evangelhos canônicos eventualmente emergiram. Em todo caso, ambos são importantes para visualizarmos como seria o teórico Documento Q.

### Evangelhos da Paixão
Outro conjunto de Evangelhos se focam especificamente na Paixão (prisão, execução e ressurreição) de Jesus:
- Declaração de José de Arimatéia
- Evangelho de Pedro
- Atos de Pilatos, também chamado de Evangelho de Nicodemos
  - Relato de Pilatos a Cláudio
  - Cura de Tibério
  - Descida de Cristo ao Inferno
- Evangelho de Bartolomeu
  - Questões de Bartolomeu
  - Ressurreição de Jesus Cristo, que alega ser "de acordo com Bartolomeu"
- Sentença de Pôncio Pilatos contra Jesus

Embora três textos tomem para si o nome de Bartolomeu, é possível que ou as "Questões" ou a "Ressurreição" sejam, na verdade, o desconhecido "Evangelho de Bartolomeu".

### Evangelhos Harmônicos
Uma quantidade dos textos tenta apresentar uma única harmonização dos evangelhos canônicos que elimine as discordâncias entre eles e apresente um texto unificado derivado da união de todos. A mais famosa dessas versões é o Diatessarão. De todos os textos sobreviventes, a maioria parece ser uma variação do suprimido Diatessarão.

## Textos gnósticos
Na era moderna, muitos textos gnósticos foram recuperados, especialmente após a descoberta da Biblioteca de Nag Hammadi em 1945. Alguns textos expõem a cosmologia esotérica e a ética defendida pelos gnósticos. Muitas vezes, isso ocorre na forma de diálogos em que Jesus expõe seu conhecimento esotérico enquanto seus discípulos fazem perguntas. Há também um texto, conhecido como Epistula Apostolorum, que é uma polémica contra o esoterismo gnóstico, mas escrito de maneira similar aos textos gnósticos.

### Diálogos com Jesus
- Apócrifo de Tiago, também chamado de "O livro secreto de Tiago"
- Livro de Tomé Adversário
- Diálogo do Salvador
- Evangelho de Judas, também chamado de "Evangelho de Judas Iscariotes"
- Evangelho de Maria, também chamado de "Evangelho de Maria Madalena"
- Evangelho de Filipe
- Evangelho Grego dos Egípcios, que é distinto do Evangelho Copta dos Egípcios
- Sofia de Jesus Cristo

### Textos sobre Jesus
- Evangelho da Verdade
- A Revelação de Pedro, (distinto do Apocalipse de Pedro)
- Pistis Sophia
- Segundo Tratado do Grande Sete

### Textos setianos sobre Jesus
Os setianos eram um grupo que originalmente adoravam o bíblico Sete como uma figura Messiânica, tratando depois Jesus como uma reencarnação de Sete. Eles produziram numerosos textos expondo a sua cosmologia esotérica, geralmente na forma de visões:
- Apócrifo de João, também chamado de "Evangelho secreto de João"
- Evangelho Copta dos Egípcios, distinto do Evangelho Grego dos Egípcios
- Apocalipse Copta de Paulo, distinto do Apocalipse de Paulo
- Protenoia Trimórfica

### Diagramas rituais
Alguns dos textos gnósticos parecem consistir de diagramas e instruções para uso em rituais religiosos:
- Diagramas ofitas
- Livros de Jeu
- Evangelho dos oráculos de Maria

## Atos Apócrifos
Os "Atos de Apóstolos" eram um gênero literário durante o cristianismo primitivo, que contava a história do movimento cristão após a Ascensão de Jesus através das vidas e obras de seus apóstolos, principalmente São Pedro, João e Paulo, um convertido. O texto chamado Atos dos Apóstolos atualmente foi incluído no cânon bíblico e é a segunda parte de uma obra cuja primeira é o Evangelho segundo Lucas, com ambas dedicadas à Teófilo e com estilo similar.
Entre os apócrifos, diversos textos tratam da vida subsequente dos apóstolos, usualmente pontuadas com eventos fortemente sobrenaturais. Existe uma tradição de que uma parte deles tenha sido escrito por Leucius Charinus (conhecidos como Atos Leucianos), um companheiro de João apóstolo. Os "Atos de Tomé" e os "Atos de Pedro e os doze" são considerados também textos gnósticos. Ainda que a maioria dos textos tenha sido escrita no século II d.C., pelo menos dois, os "Atos de Barnabé" e os "Atos de Pedro e Paulo" podem ter sido escritos tão tarde quanto o século V d.C.
- Atos de André
- Atos de André e Matias
- Atos de Barnabé
- Atos de João (150–160 d.C.) descreve milagres, cita sermões e é bastante ascético.
- Atos de João o Teólogo
- Atos dos mártires
- Atos de Paulo (c.e 160 d.C.) contém a estória de uma jovem em Icônio que teria se convertido por Paulo e teria deixado o seu noivado.
- Atos de Paulo e Tecla
- Atos de Pedro (século II) queda da igreja de Roma devido às vilezas de Simão Mago, fuga de Pedro de Roma, sua volta e crucificação de cabeça para baixo.
- Atos de Pedro e André
- Atos de Pedro e Paulo
- Atos de Pedro e os doze, gnóstico
- Atos de Filipe
- Atos de Pilatos
- Atos de Tadeu
- Atos de Tomé, gnóstico, (final do século II) descreve Tomé como um missionário na Índia.
- Atos de Xântipe, Polixena e Rebeca
- Relatos de martírios:
  - Martírio de André
  - Martírio de Bartolomeu
  - Martírio de Mateus

## Epístolas
Há também diversas epístolas não canônicas (ou "cartas") entre os indivíduos ou para os cristãos em geral. Algumas delas foram consideradas muito importantes pela igreja antiga:
- Epístola de Barnabé
- Epístolas de Clemente:
  - I Clemente
  - II Clemente
- Epístola dos Coríntios a Paulo
- Epístola de Inácio aos Esmirniotas
- Epístola de Inácio aos Trálios
- Epístola de Policarpo aos Filipenses
- Epístola dos Apóstolos
- Epístola a Diogneto
- Epístola aos Laodicenses, que está em nome de Paulo, escrita para materializar a epístola mencionada em Colossenses 4:16.
- Correspondência entre Paulo e Sêneca
- Terceira Epístola aos Coríntios, aceita no passado por algumas Igrejas Ortodoxas Armênias
- Correspondência entre Jesus e o rei de Edessa, Abgar. Eusébio traduziu para o siríaco.
  - Ditos de Jesus ao rei Abgar
  - Epístola de Jesus ao rei Abgar (2 versões)
  - Epístola do rei Abgar a Jesus
- Correspondências de Pôncio Pilatos:
  - Epístola de Pôncio Pilatos a Herodes
  - Epístola de Pôncio Pilatos ao Imperador

## Apocalipses Apócrifos
Diversas obras estão estruturadas na forma de visões escatológicas, discutindo o futuro, a vida após a morte ou ambos:
- Apocalipse da Virgem
- Apocalipse de Paulo, que é diferente do Apocalipse Copta de Paulo
- Apocalipse de Pedro, que é diferente do Apocalipse Gnóstico de Pedro, (c.e 150 d.C.) contém visões do Senhor transfigurado.
- Apocalipse de Pseudo-Metódio
- Apocalipse de Tomé, também chamado de "Revelação de Tomé"
- Apocalipse de Estevão, também chamado de "Revelação de Estevão"
- Consumação de Tomé
- Primeiro Apocalipse de Tiago
- Segundo Apocalipse de Tiago
- Vingança do Salvador
- Visão de Paulo

## Destino de Maria
Muitos textos (mais de cinquenta) são descrições dos eventos que circundaram o destino variado de Maria ( a mãe de Jesus):
- A Descida de Maria
- Passagem da Bem-Aventurada Virgem Maria
- Julgamento de Pôncio Pilatos — Livro de João, o Teólogo sobre a Assunção da Virgem Maria

## Miscelânea
Estes textos, por seu conteúdo ou forma, não se encaixam em nenhuma das categorias:
- Caverna dos Tesouros, também chamado de "O Tesouro"
- Constituições Apostólicas, regras da igreja que foram supostamente deixadas pelos apóstolos
  - Cânones dos Apóstolos — último capítulo das Constituições Apostólicas, que teve ampla circulação independente
- Didaquê, possivelmente o primeiro catecismo escrito
- Discurso de Domingo
- Literatura Clementina
- Livro de Nepos
- Liturgia de São Tiago
- Morte de Pôncio Pilatos
- Evangelho da Natividade de Maria
- Penitência de Orígenes
- Oração do Apóstolo Paulo
- Retrato de Jesus
- Retrato do Salvador
- Sentenças de Sexto
- Physiologus

## Fragmentos
Além das obras apócrifas conhecidas, há também diversos pequenos fragmentos de textos, partes de obras desconhecidas e de existência incerta. Alguns dos mais importantes são:
- O Evangelho desconhecido de Berlim, também chamado de "Evangelho do Salvador"
- O Fragmento Naasseno
- O Fragmento de Faium
- O Evangelho secreto de Marcos
- Os Evangelhos de Oxirrinco
- O Evangelho de Egerton

## Obras perdidas
Existem diversos textos mencionados em muitas fontes antigas e que seriam certamente considerados parte dos apócrifos, mas nada sobreviveu deles:
- Evangelho de Eva, citado por Epifânio (Haer. xxvi. 2, 3). É possível que este Evangelho seja o "Evangelho da Perfeição" ao qual ele alude em xxvi. 2. A citação mostra que este evangelho era a expressão completa do panteísmo
- Evangelho dos quatro reinos celestes
- Evangelho de Matias, provavelmente diferente do Evangelho de Mateus
- Evangelho da Perfeição, utilizado pelos seguidores de Basilides e outros gnósticos. Em Epifânio, Haer. xxvi. 2.
- Evangelho dos Setenta
- Evangelho de Tadeu, que pode ser o mesmo que o Evangelho de Judas, numa confusão entre Judas Iscariotes e Judas Tadeu.
- Evangelho dos Doze
- Memoria Apostolorum

## Ortodoxia
Ainda que muitos livros citados aqui sejam considerados heréticos (especialmente os que pertencem às tradições gnósticas), outras não são consideradas particularmente heréticas no conteúdo e são na realidade aceitos como livros de importante valor espiritual. Não são, porém, considerados canônicos.
- As Epístolas de Clemente: I Clemente e II Clemente
- Pastor de Hermas
- Didaquê
- Epístola de Barnabé
- Apocalipse de Pedro
- Proto-Evangelho de Tiago
- Terceira Epístola aos Coríntios

Entre os historiados do Cristianismo primitivo, estes livros tem valor incalculável, especialmente os que quase entraram no cânon final, como o Pastor de Hermas. Bart Ehrman, por exemplo, diz:
| “ | Os vitoriosos nas disputas para estabelecer a ortodoxia cristão não apenas ganharam suas batalhas teológicas, mas também reescreveram a história do conflito. Os líderes posteriores então naturalmente assumiram que os pontos de vista vitoriosos tinham sido abraçados pela vasta maioria dos cristãos desde o início... A prática da falsificação cristã tem uma longa e distinta história... o debate durou mais de trezentos anos... mesmo dentro dos círculos "ortodoxos" havia considerável debate sobre quais livros deveriam ser incluídos [no cânon]. | ” |
|   | — Barth Ehrman, Lost Christianities. |   |

## Os principais evangelhos apócrifos e a razão de sua proibição pela Igreja Católica[6]
| Evangelho                   | Conteúdo | Motivo da proibição                                                                                               | Descoberta                                                                                                 |
| --------------------------- | --- | --- | --- |
| Evangelho de Pedro          | Circulou provavelmente no século II, de autoria atribuída ao apóstolo Pedro; conta uma versão diferente da ressurreição de Cristo, que teria sido conduzido ao céu por dois anjos.                                                  | Foi acusado de ser uma heresia denominada “docetismo”, segundo a qual Jesus era somente espírito.                 | Foi encontrado um fragmento do texto por arqueólogos franceses, na tumba de um monge no Egito, em 1886.    |
| Evangelho de Filipe         | Circulou no século III, possui histórias que não estão nos demais evangelhos da Bíblia, como a de que Jesus mudava de aparência para conhecer aqueles a quem se revelava. Além disso, sugere seu relacionamento com Maria Madalena. | Possui conteúdo gnóstico e afirma que só mulheres virgens entrariam no Paraíso (o que inviabilizaria as famílias) | Encontrado em 1945, em meio aos manuscritos enterrados num vaso na Biblioteca de Nag Hammadi.              |
| Evangelho de Maria Madalena | Nos poucos fragmentos que restaram, Cristo ressuscitado instrui seus discípulos a espalhar o gnosticismo e avisa que não deixou leis. Também afirma que Jesus transmitiu segredos a Madalena.                                       | O texto é gnóstico, foi condenado como heresia                                                                    | Uma parte foi descoberta em um mosteiro egípcio em 1896; outra versão estava na Biblioteca de Nag Hammadi. |
| Evangelho de Tomé           | Texto provavelmente do século I, possui 114 frases atribuídas a Jesus; em que Ele afirma que a salvação vem do autoconhecimento e que a centelha divina está em cada um.                                                            | Contéudo gnóstico                                                                                                 | Descoberto na Biblioteca de Nag Hammadi em 1945.                                                           |